# Nålfiltning

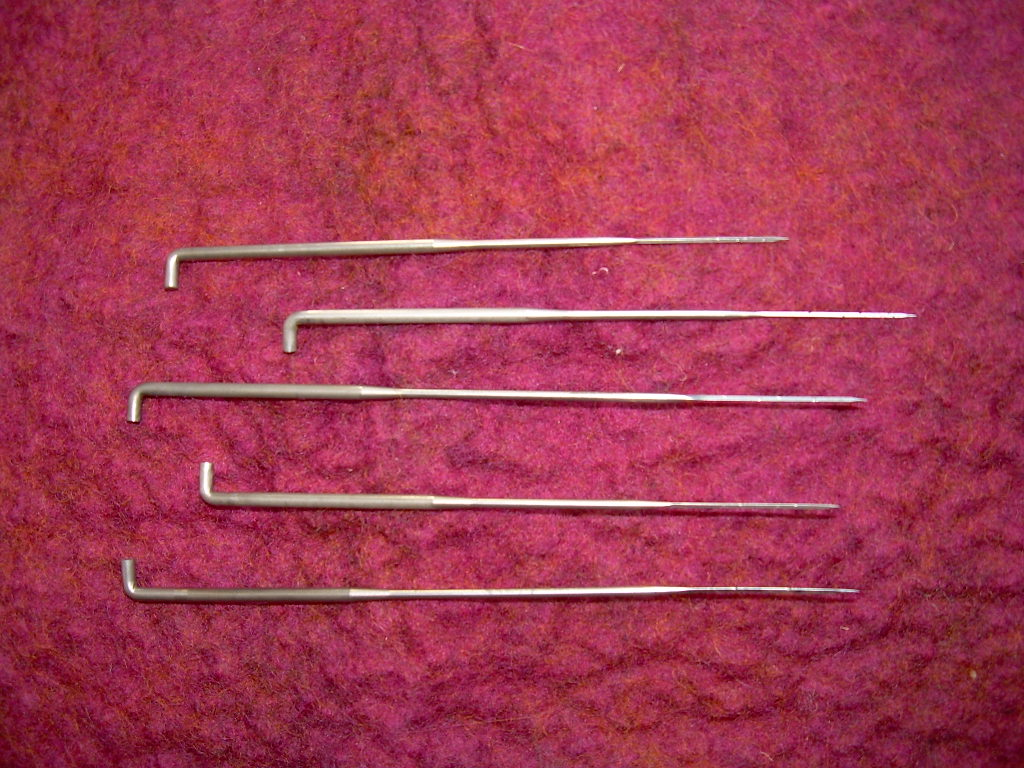
Filtnålar

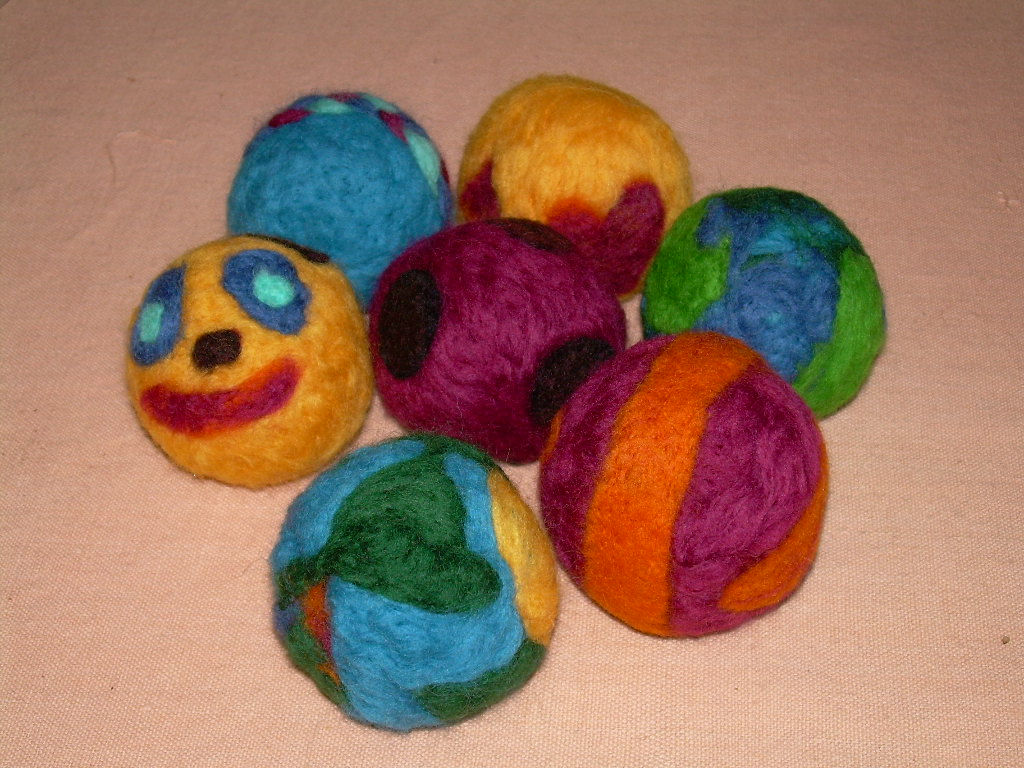
Bollar tillverkade med hjälp av nålfiltning

Nålfiltning är ett sätt att skulptera i ull med hjälp av en nål. Filtnålen har små hullingar som gör att ullen tovas ihop då man sticker upprepade gånger i den. Tekniken gör att man inte behöver använda såpa och vatten som i traditionell tovning.